# Gustav Glogau
Gustav Glogau (* 6. Juni 1844 in Laukischken, Kreis Labiau, Ostpreußen; † 22. März 1895 in Lavrio, Griechenland) war ein deutscher Philosoph.

## Leben und Werk
Glogau besuchte das Gymnasium in Tilsit. 1863 legte er die Reifeprüfung ab. Er trat zunächst in die Militärärztliche Akademie Berlin ein, wechselte jedoch nach einem Jahr das Studienfach. Ab 1864 studierte er Philologie, Philosophie und Geschichte bei August Boeckh, Friedrich Adolf Trendelenburg und bei Heymann Steinthal in Berlin. 1869 promovierte Glogau mit einer Abhandlung über die aristotelischen Begriffe der μεσότης (Mesotes) und des ὀρϑὸς λόγος (orthos logos).
Glogau wurde als Vice-Feldwebel im Krieg gegen Frankreich bei Beaumont schwer verwundet. Nach seiner Genesung bestand er 1871 in Halle das preußische Oberlehrerexamen und lehrte dort an den Francke’schen Stiftungen. Anschließend trat er eine Oberlehrerstelle am Progymnasium im westpreußischen Neumark an.
1876 wechselte er dann an das Gymnasium in Winterthur. Von dort aus habilitierte er sich an der Universität Zürich mit einer Vorlesung über die Psychische Mechanik. Er erhielt dort bald die Genehmigung, Vorlesungen zu halten und wurde dort 1892 zum Professor ernannt.
Die erste komprimierte Darstellung seines Gedankengebäudes gab Glogau in dem Werk Grundbegriffe der Metaphysik und Ethik im Lichte der neueren Psychologie (Zeitschrift für Völkerpsychologie, Band 10). In diesem Werk berücksichtigte er einerseits die Bedeutung der neuen Abstammungslehre sowie den Deutschen Idealismus von Johann Gottlieb Fichte und Georg Wilhelm Friedrich Hegel andererseits. Darauf aufbauend veröffentlichte er 1880 den ersten Band seines Hauptwerkes Abriß der philosophischen Grundwissenschaften. Der zweite Band des Werkes erschien dann acht Jahre später unter dem Titel Das Wesen und die Grundformen des bewußten Geistes. In der Zwischenzeit waren in Glogaus spekulativem Denken mehr die ethischen und religiösen Dimensionen in den Vordergrund getreten. Seine phänomenologische Darstellung mündet in der Darstellung des höchsten Seins als Urgrund des Wirklichen das letztlich die Substanz Gottes offenbart.
Im Jahr 1883 wurde Glogau als außerordentlicher Professor nach Halle berufen und wechselte von dort ein Jahr später als Ordinarius an die Universität Kiel. Dort las er dann auch das Fach Religionsphilosophie.
Glogau starb am 22. März 1895 bei einem Unfall auf einer Studienreise in Griechenland in Lavrio. Umrisse seiner systematischen Lehre lassen sich aus dem 1894 veröffentlichten Werk Logik und Wissenschaftslehre erschließen.

## Veröffentlichungen
- Die Entdeckungen des Thukydides über die älteste Geschichte Griechenlands. Köpke, Neumark 1876.

- Abriss der philosophischen Grundwissenschaften. Zwei Bände. Koebner, Breslau 1880/1888.
- Grundriss der Psychologie. Koebner, Breslau 1884.
- Die Phantasie. Vortrag gehalten am 14. Februar 1884 in Halle a. S. Niemeyer, Halle 1884.
- Graf Leo Tolstoi. Ein russischer Reformator. Ein Beitrag zur Religionsphilosophie. Lipsius & Tischer, Kiel 1893.
- Die Hauptlehren der Logik und Wissenschaftslehre. Lipsius & Tischer, Kiel 1894.
- Das Vorstadium und die Anfänge der Philosophie. Eine historische Skizze aus dem Nachlass von Dr. Gustav Glogau, ordentl. Professor in Kiel. Mit Vorwort und einem Nekrolog des Verfassers herausgegeben von Dr. Hermann Siebeck, Professor in Giessen. Lipsius & Tischer, Kiel 1895.
- Vorlesung über Religionsphilosophie. Lipsius & Tischer, Kiel 1898.